# Дедешть (Бакеу)
Дедешть, Дедешті (рум. Dădești) — село у повіті Бакеу в Румунії. Входить до складу комуни Вултурень.
Село розташоване на відстані 234 км на північ від Бухареста, 33 км на південний схід від Бакеу, 89 км на південь від Ясс, 122 км на північний захід від Галаца.

## Населення
Станом на 1 грудня 2021 року у селі проживало 95 осіб. Чоловіків — 52 особи, жінок — 43 особи. За даними перепису населення 2002 року у селі проживали 149 осіб, усі — румуни. Усі жителі села рідною мовою назвали румунську.